# Teetet d'Atenes
|  | No s'ha de confondre amb el diàleg platònic Teetet.. |

Teetet d'Atenes (en llatí: Theaetetus, en grec antic: Θεαίτητος) va ser un matemàtic grec del segle iv aC. Era fill d'Eufroni de Súnion, un ric home que li va deixar una gran fortuna. Va participar en la guerra entre Atenes i Corint de l'any 369 aC, on va resultar ferit i va retornar a Atenes on, probablement, va morir de disenteria. No es conserva cap de les seves obres i el poc que es coneix sobre ell procedeix de Plató i de Suïdas.
Plató, que l'hauria tingut a la seva Acadèmia, el fa protagonista de dos dels seus diàlegs: Teetet i El Sofista, on se'l presenta com un jove deixeble de Teodor de Cirene. Diu que tenia un físic semblant al de Sòcrates i estava molt interessat en la recerca del coneixement, especialment en l'estudi de la geometria. Les dues referències de Suïdas semblen contradictòries, ja que la primera parla de Teetet d'Atenes que va ser professor a Heraclea i la segona parla de Teetet d'Heraclea.
Les seves obres matemàtiques, seguint el seu mestre Teodor, versaven sobre els incommensurables (el que avui anomenem nombres irracionals) sobre els que va establir proves irrefutables, segons Pappos d'Alexandria.